# Risan
Risan (grec Ῥίζων, llatí Risinium, italià Risano) fou una ciutat de Dalmàcia al golf anomenat Rhizonicus Sinus (Ῥιζονικὸς κόλπος). En aquesta ciutat es va refugiar la reina dels il·liris, Teuta, i va demanar la pau als romans. El riu Rhizus, a la seva rodalia, fou després conegut com a Bocche di Cattaro. S'hi van trobar algunes restes romanes a la moderna Risano. En l'actualitat és un veïnat del municipi montenegri de Kotor. El 2011 tenia 2034 habitants.